# 万寿台議事堂
万寿台議事堂（マンスデぎじどう）は、北朝鮮の首都平壌市にある建築物。
北朝鮮の立法機関であり最高主権機関である最高人民会議が開会される。